# Nadal a Candy Cane Lane
Nadal a Candy Cane Lane (títol original en anglès, Candy Cane Lane) és una pel·lícula de comèdia fantàstica estatunidenca del 2023 dirigida per Reginald Hudlin i escrita per Kelly Younger. La pel·lícula és protagonitzada per Eddie Murphy, Tracee Ellis Ross, Jillian Bell, Thaddeus J. Mixon, Ken Marino, Trevante Rhodes, David Alan Grier i Nick Offerman. Explica la història d'un venedor corporatiu acomiadat que fa un tracte amb un elf nadalenc malvat per guanyar el concurs de decoració de la casa del seu carrer. Es va estrenar a Amazon Prime Video l'1 de desembre de 2023 amb subtítols en català.

## Producció
El juliol de 2022, es va informar que Eddie Murphy protagonitzaria i produiria una nova pel·lícula de comèdia de vacances com a part d'un primer acord de tres pel·lícules amb Amazon Prime Video. Reginald Hudlin, que va dirigir Murphy a Boomerang (1992), la dirigiria, mentre Kelly Younger n'escriuria el guió, inspirant-se en les seves experiències de vacances infantils. El gener de 2023, Tracee Ellis Ross va ser elegida al costat de Murphy. Jillian Bell, Robin Thede, Nick Offerman, Chris Redd i Danielle Pinnock es van incorporar a la pel·lícula. Està produïda pel mateix Murphy, Brian Grazer, Karen Lunder i Charisse Hewitt-Webster, i la producció executiva va anar a càrrec de Doug Merrifield.
El rodatge principal va tenir lloc a Los Angeles des del desembre de 2022 fins a febrer de 2023.